# Cercles de pierres de Sine Ngayène
Les cercles de pierres de Sine Ngayène sont un complexe mégalithique du Sénégal.

## Description
Le site mégalithique est situé près de la localité de Sine Ngayène, Kaolack. Il compte 52 cromlechs, chacun composé de piliers de latérite taillée d'environ 2 m de haut et pesant 7 t,. Les cromlechs contiennent chacun une dizaine de piliers et mesurant de 4 à 6 m de diamètre ; au total, le complexe mégalithique comprend 1 102 pierres dressées. La zone couvre 5,26 ha.
Les cromlechs surmontent des sépultures. Des tumulus existent également sur le site.
Une carrière de latérite se trouve à environ 1 km à l'est du site.

## Historique
Le site date d'entre le IIIe siècle av. J.-C. et le XVIe siècle.
En 2006, le site est inscrit sur la liste du patrimoine mondial comme partie des cercles mégalithiques de Sénégambie, avec les cercles de pierres de Wanar (Sénégal), Kerbatch et Wassu (Sénégal).